# In the Shadow of the Pines
Pour film d'animation, voir In the Shadow of the Pines (film d'animation).
Pour plus de détails, voir Fiche technique et Distribution.
In the Shadow of the Pines est un film muet américain réalisé par Hobart Bosworth et sorti en 1911.

## Fiche technique
- Titre : In the Shadow of the Pines
- Réalisation : Hobart Bosworth
- Scénario : Hobart Bosworth
- Photographie :
- Montage :
- Producteur : William Selig
- Société de production : Selig Polyscope Company
- Société de distribution : General Film Company
- Pays d'origine :  États-Unis
- Langue : film muet avec les intertitres en anglais
- Métrage : 212,15 mètres
- Format : Noir et blanc — 35 mm — 1,33:1 — Muet
- Genre : Western
- Durée : 7 minutes
- Dates de sortie : 
  -  États-Unis : 28 août 1911

## Distribution
- Hobart Bosworth : le major John Hampton Gordon
- Fred Huntley : le père de John Hampton Gordon
- Eugenie Besserer : la mère de John Hampton Gordon
- Count Alberti : le serviteur de John Hampton Gordon
- Nick Cogley : un paysan d'Hougoumont
- Roy Watson : un paysan d'Hougoumont
- J. Barney Sherry : Anderson, le commerçant de fourrure
- Jane Keckley : Mme Anderson
- Viola Barry : Elspeth Anderson
- Adele Worth : la domestique indienne d'Elspeth Anderson